# 厄伊特霍伦
厄伊特霍伦（荷蘭語：Uithoorn）是荷兰北荷兰省的一个市镇。